# China, Nuevo León
China är en kommunhuvudort i Mexiko.   Den ligger i kommunen China och delstaten Nuevo León, i den centrala delen av landet, 700 km norr om huvudstaden Mexico City. China ligger 140 meter över havet och antalet invånare är 9 591.
Terrängen runt China är platt. Runt China är det mycket glesbefolkat, med 2 invånare per kvadratkilometer. China är det största samhället i trakten. Trakten runt China består i huvudsak av gräsmarker.